# ابرباخ-زلتس
ابرباخ-زلتس (به فرانسوی: Eberbach-Seltz) یک کمون در فرانسه با جمعیت ۳۹۶ نفر است که در Canton of Seltz واقع شده‌است.